# Tubificoides crinitus
Tubificoides crinitus är en ringmaskart som beskrevs av Erséus 1989. Tubificoides crinitus ingår i släktet Tubificoides och familjen glattmaskar. Inga underarter finns listade i Catalogue of Life.